# شانوف (ناحیه زلین)
شانوف (به چکی: Šanov) یک منطقهٔ مسکونی در جمهوری چک است که در ناحیه زلین واقع شده‌است. شانوف ۹٫۰۶ کیلومتر مربع مساحت و ۴۹۲ نفر جمعیت دارد و ۴۱۵ متر بالاتر از سطح دریا واقع شده‌است.